# 奧多
奧多（Oundle）是位於英國英格蘭北安普敦郡的一座城市。據2011年人口普查，奧多有人口5,735人。